# Mikloš Kovač
Mikloš Kovač (madžarsko Kovács Miklós) slovenski prepisovalec pesemskih besedil na Ogrskem (v Prekmurju). * Šalovci, 24. november, 1857; † Šalovci, 23. november, 1937.
Njegovi starši so bili Mihael Kovatš(sic!) in Rozalija Kovatš. Deloval je kot kmet in pisal pobožne pesmi. Njegova rokopisna pesmarica je bila dolgo časa izgubljena. Kovač in Jožef Konkolič sta gmotno podpirala izdajo pesmarice Janoša Županeka leta 1910 (Mrtvecsne peszmi).
Umrl je v Velikih Šalovcih. Leta 1909 je postavil kamniti križ pri svoji hiši. Križ danes tudi tam stoji na mestu njegove stare hiše.